# Red Aunts
Le Red Aunts sono state un gruppo hardcore punk femminile, formatosi a Long Beach (California) nel 1991.

## Storia
Il complesso fu fondato quando Terri Wahl reclutò Kerry Davis e Debi Martini per formare una band. Wahl divenne la chitarrista/cantante, Davis la seconda chitarra/cantante, e Martini la bassista. Come batterista fu inizialmente ingaggiato il marito della chitarrista, Jon Wahl dei Claw Hammer, che poi fu rimpiazzato da Leslie Noelle. Pubblicarono cinque album di studio, di cui tre su Epitaph Records, prima di sciogliersi nel 1998, dopo un ultimo tour. Dopo la rottura la bassista Martini si trasferì a New York e la Wahl fondò i The Screws.

## Formazione

### Ultima formazione
- Terri Wahl - chitarra, voce
- Kerry Davis - chitarra, voce
- Debi Martini - basso
- Leslie Noelle - batteria

### Ex componenti
- Joan Whale - batteria (1992 - 1993)

## Discografia

### Album di studio
- 1993 - Drag
- 1994 - Bad Motherfucken 40 O-Z
- 1995 - #1 Chicken
- 1996 - Saltbox
- 1998 - Ghetto Blaster

### Singoli
- 1992 - The Red Aunts
- 1993 - Retard Jenny
- 1995 - Paco

### Split
- 1993 - Red Aunts/Clawhammer
- 1994 - Red Aunts/Gas Huffer
- 1997 - Red Aunts/Constant Comment

### Apparizioni in compilation
- Punk-O-Rama Vol. 3